# 츠무라 마코토
츠무라 마코토(일본어: 津村 まこと, 1965년 7월 22일 ~ )는 일본의 여성 성우. 홋카이도 출신. 아오니 프로덕션 소속.

## 출연작
- 나루토 - 카구야 키미마로(어린 시절)
- 돗키리 닥터 - 겐다 겐
- 디지몬 테이머즈 - 마츠다 타카토
- 라이브 온 카드리버 - 후타바 마사루 & 후타바 츠요시
- 라쳇 & 클랭크 시리즈 일본판 - 라쳇
- 리그 오브 레전드 - 아무무
- 별나라 요정 코미 - 하니 신야,모리와키 미치루
- 브레이블리 디폴트 - 에어리
- 사자에상 - 이소노 와카메, 사쿠라이 마미
- 스트리트 파이터 3 서드 스트라이크, 슈퍼 스트리트 파이터 4 - 마코토
- 슬레이어즈 TRY - 마르코
- 아기와 나 - 고토 히로코
- 아스트로 보이 철완 아톰(2003년판) - 아톰
- 우시오와 토라 - 나카무라 마사코
- 은혼(애니메이션) - 혼고 히사시
- 이연걸의 히트맨 - 키키(양영기)
- 원더 베빌 - 오노데라 료타
- 카미츄! - 히토츠바시 쇼키치
- 커렉터 유이 - i짱
- 파랜드 스토리 4개의 봉인(파랜드 스토리 FX) - 오유키
- 포켓몬스터 애니메이션 시리즈
  - 포켓몬스터 AG - 아키나의 소곤룡,키요의 늪짱이
  - 포켓몬스터 DP - 아야코 등
  - 포켓몬스터 XY - 테스라
- 플랜더스의 개 극장판 - 네로
- 하트캐치 프리큐어! - 사카이 요시토
- 학교괴담 - 카키노키 레오(오경태)
- 히카루의 바둑 - 츠츠이 키미히로
- GARO -홍련의 달- - 고베